# Sophie Monk
Charlene Akland Monk, född 14 december 1979 i London, England, är en australiensisk sångerska, skådespelerska och modell.

## Biografi
Monk föddes i London som dotter till en engelsk far och en australiensk mor. När hon var två år gammal flyttade familjen till Gold Coast i Queensland, Australien.

## Karriär
Monks professionella musikkarriär började år 1999 när hon besvarade en annons från den australiensiska TV-serien Popstars som sökte flickor med erfarenhet av sång och dans till en tjejgrupp. Efter ett omfattande antagningsprov där man sjöng och dansade blev Monk en del av tjejgruppen Bardot. Gruppen upplöstes i maj 2002.
Efter att Bardot splittrades började Monk arbeta på sin solokarriär. Hon släppte två singlar, Inside Outside i oktober 2002, och Get the Music On i mars 2003. Monk släppte sedan sitt första soloalbum Calendar Girl i maj 2003. 
Monk är också med i blink-182 video always som spelades in i Australien 2004. 
Monk har sedan dess etablerat sig i Hollywood, men de flesta av hennes roller har varit relativt små. I februari 2006, fick hon sin första roll som flirtiga och förföriska Andy i parodi-komedin Date Movie.
I juni 2006 släpptes filmen Click där Monk spelade en liten roll som Stacey, en flörtig sekreterare. År 2007 spelade Monk Cynthia Rose i den mörka komedin Sex and Death 101.

## Diskografi

### Album
- "Calendar Girl" (2003)

### Singlar
- "Inside Outside" (2002)
- "Get the Music On" (2003)
- "One Breath Away" (2003)

## Filmografi
- Popstars (TV-serie) (2000) ... själv
- The Mystery of Natalie Wood (2004) ... Marilyn Monroe
- London (2005) ... Lauren
- Date Movie (2006) ... Andy
- Click (2006) ... Stacey
- Entourage (TV-serie) (2007) ... Juliette
- Sex and Death 101 (2007) ... Cynthia Rose
- Spring Breakdown (2009) ... Mason
- The Hills Run Red (2009) ... Alexa
- Spring Break '83 (2010) ... Brittany
- Murder World (2010) ... Brooke
- Hard Breakers (2010) ... Lindsay Greene